# Eopolycotylus
Eopolycotylus es un género extinto de plesiosaurios pertenecientes a la familia Polycotylidae, que habitaron las aguas del Cretácico (Cenomaniense). Fue encontrado en Tropic Shale, una formación geológica de la era mesozoica, en Utah.